# 遠音別岳
遠音別岳（おんねべつだけ）は、北海道羅臼町と斜里町とにまたがる知床半島の第四紀火山である。標高は1330.2m。山体は両町にまたがる。原生自然環境保全地域に指定されている火山である。

## 特徴
40万年 - 20万年前に活動した安山岩質の成層火山である。

## 登山ルート
夏季も冬季も登頂には苦労する山である。整備された登山道は無い。